# Liste der Biografien/Steing
Liste der Biografien |
Portal Biografien |
Personensuche
# |
A |
B |
C |
D |
E |
F |
G |
H |
I |
J |
K |
L |
M |
N |
O |
P |
Q |
R |
S |
T |
U |
V |
W |
X |
Y |
Z |
?
 
Sa |
Sb |
Sc |
Sd |
Se |
Sf |
Sg |
Sh |
Si |
Sj |
Sk |
Sl |
Sm |
Sn |
So |
Sp |
Sq |
Sr |
Ss |
St |
Su |
Sv |
Sw |
Sy |
Sz
 
Sta |
Ste |
Sth |
Sti |
Stj |
Stl |
Sto |
Str |
Sts |
Stt |
Stu |
Stv |
Stw |
Sty
 
Stea |
Steb |
Stec |
Sted |
Stee |
Stef |
Steg |
Steh |
Stei |
Stej |
Stek |
Stel |
Stem |
Sten |
Steo |
Step |
Ster |
Stes |
Stet |
Steu |
Stev |
Stew |
Stey |
Stez
 
Steib |
Steic |
Steid |
Steie |
Steif |
Steig |
Steij |
Steik |
Steil |
Steim |
Stein |
Steio |
Steir |
Steis |
Steit |
Steiw |
Steix
 
Steina |
Steinb |
Steinc |
Steind |
Steine |
Steinf |
Steing |
Steinh |
Steini |
Steink |
Steinl |
Steinm |
Steinn |
Steino |
Steinp |
Steinr |
Steins |
Steint |
Steinu |
Steinv |
Steinw
Die Liste der Biografien führt alle Personen auf, die in der deutschsprachigen Wikipedia einen Artikel haben. Dieses ist eine Teilliste mit 31 Einträgen von Personen, deren Namen mit den Buchstaben „Steing“ beginnt.

## Steing

### Steinga
- Steingaden, Constantin († 1675), deutscher Ordensgeistlicher, Franziskaner und Kirchenmusiker
- Steingart, Gabor (* 1962), deutscher Journalist, Autor und MedienmanagerGabor Steingart (* 1962)

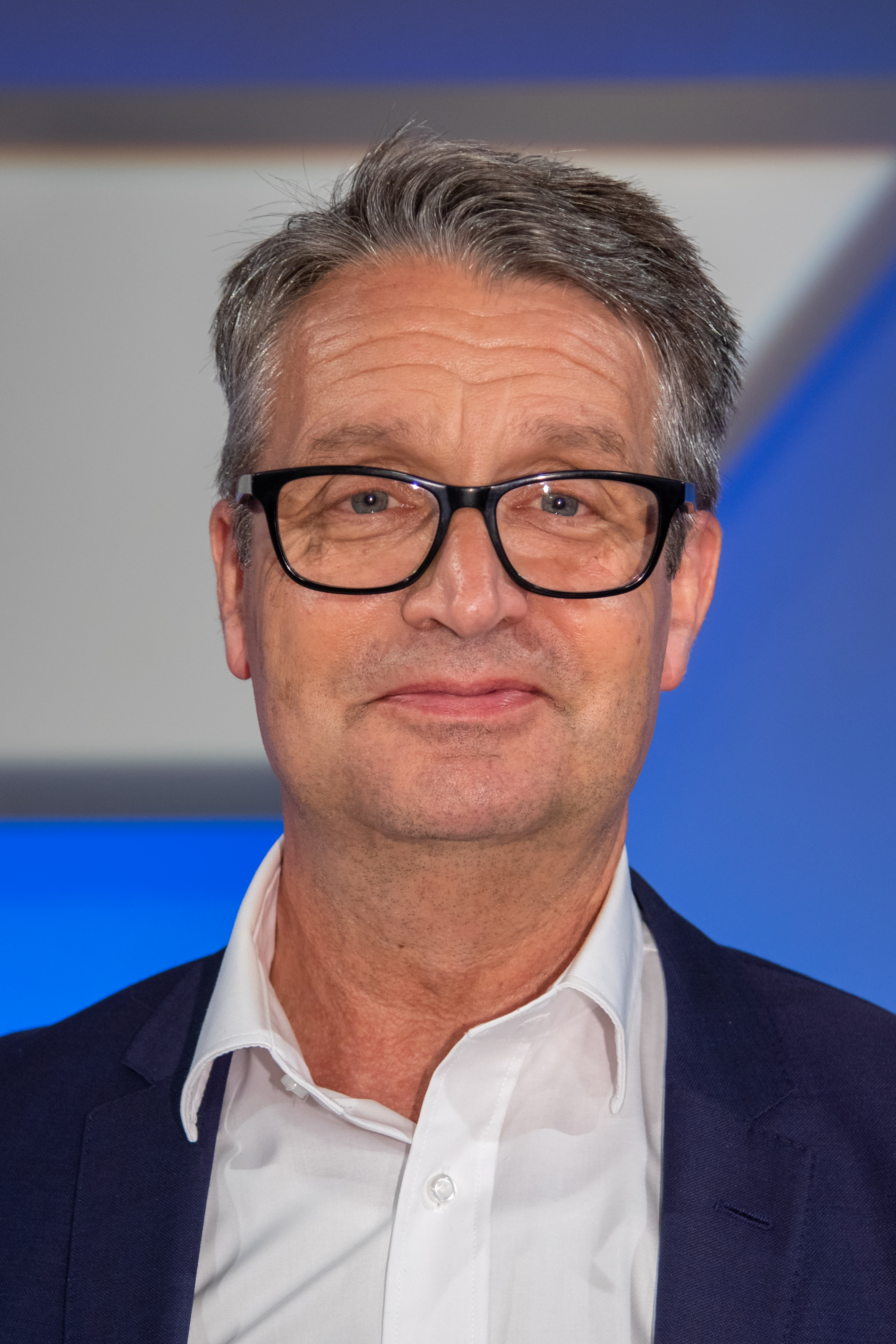
Gabor Steingart (* 1962)

- Steingarten, Jeffrey (* 1945), US-amerikanischer Gastronomiekritiker
- Steingass, Francis Joseph (1825–1903), britischer Orientalist und Hochschullehrer
- Steingass, Jean (* 1892), deutscher Radrennfahrer
- Steingaß, Nicole (* 1979), deutsche politische Beamtin
- Steingass, Toni (1921–1987), deutscher Komponist des Kölner Karnevals und Verleger
- Steingassner, Martin (1838–1917), Ziegelfabrikant im niederösterreichischen Weinviertel

### Steinge
- Steingen, Hans (* 1963), deutscher Musiker, Dirigent, Komponist, Arrangeur und Musikproduzent

### Steingo
- Steingötter, Lieselotte (1910–2008), deutsche Sportlerin, Übungsgruppenleiterin und Sportlehrerin
- Steingötter, Otto (1853–1909), Landtagsabgeordneter Großherzogtum Hessen
- Steingötter, Wilhelm (1886–1966), österreichischer Politiker (SPÖ), Landtagsabgeordneter

### Steingr
- Steingräber, Cristina (* 1971), deutsche Kunsthistorikerin
- Steingräber, Erich (1922–2013), deutscher Kunsthistoriker, Generaldirektor der Bayerischen Staatsgemäldesammlungen
- Steingräber, Reinhold Otto (1957–2006), deutscher Ringer und Ringertrainer
- Steingräber, Stephan (* 1951), deutscher Etruskologe und Klassischer Archäologe
- Steingräber, Theodor Leberecht (1830–1904), deutscher Musikverleger
- Steingraf, Kurt (1905–1967), deutscher Schauspieler
- Steingrímur Hermannsson (1928–2010), isländischer Ministerpräsident
- Steingrímur J. Sigfússon (* 1955), isländischer Politiker (Links-Grüne Bewegung)
- Steingrímur Jónsson (1769–1845), isländischer Bischof
- Steingrímur Steinþórsson (1893–1966), isländischer Politiker
- Steingrímur Thorsteinsson (1831–1913), isländischer Lehrer und Poet
- Steingroß, Bastian (* 1982), deutscher Eishockeyspieler
- Steingrube, Rudolf (* 1948), deutscher Kommunalpolitiker (SPD) und Bürgermeister der Stadt Greven
- Steingrübel, Joseph (1804–1838), deutscher Maler, Grafiker und Lithograf
- Steingruber, Christian K. (* 1958), österreichischer Regional- und Heimatforscher
- Steingruber, Giulia (* 1994), Schweizer KunstturnerinGiulia Steingruber (* 1994)

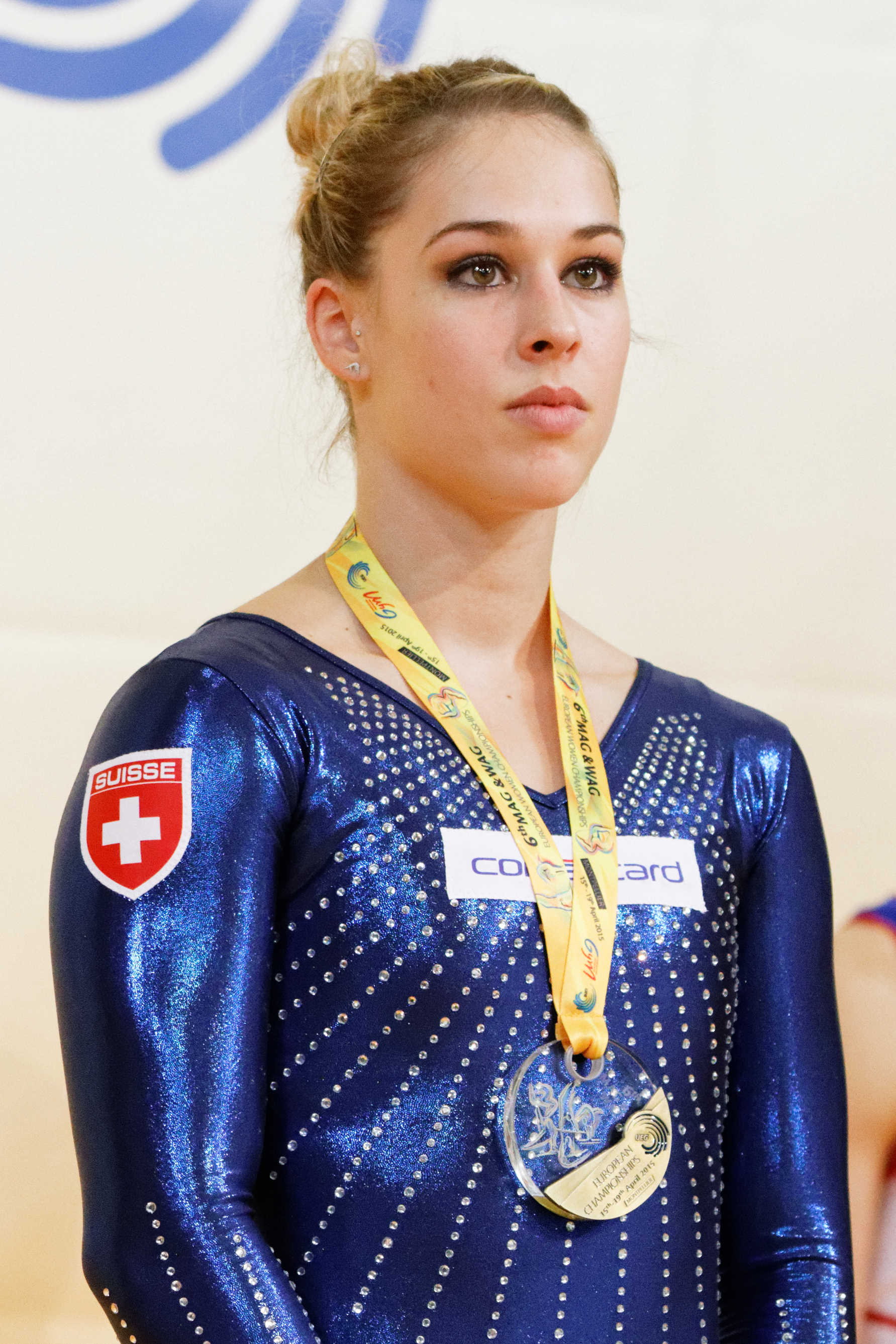
Giulia Steingruber (* 1994)

- Steingruber, Johann David (1702–1787), markgräflicher Landbauinspektor und Baumeister vieler Kirchen im damaligen Fürstentum Ansbach
- Steingrübler, Johann Georg, Eichstätter Domkapellmeister

### Steingu
- Steingüber, Hermann, deutscher Weber und Politiker, MdL